# Classement du meilleur jeune du Tour de France
Le classement du meilleur jeune du Tour de France, créé en 1975, est l'un des classements annexes de la course à étapes le Tour de France. Il s'agit d'un classement qui récompense le coureur de 25 ans ou moins dans l'année en cours, le mieux placé au classement général. Pendant la course, le leader du classement se distingue en portant un maillot blanc. Ce maillot distinctif a cependant cessé d'être porté de 1989 à 1999, suivant le choix de l'organisation de simplifier le protocole, avant de réapparaître à partir de 2000.

## Histoire
De 1968 à 1974, un maillot blanc est attribué sur le Tour de France pour le leader du classement du combiné (meilleur coureur au cumul des classements général, par points et de la montagne). Mais ce classement, mis en place alors que démarrait également le règne du "cannibale" Eddy Merckx, désignait trop souvent le même vainqueur que celui du classement général (maillot jaune).
En 1975, le classement du combiné est donc supprimé et remplacé par le classement du meilleur jeune, appelé « Grand Prix des jeunes ». Tout coureur néo-professionnel (passé professionnel depuis moins de trois ans) participe à ce classement qui est calculé en utilisant le classement général. Lors de sa première participation et victoire finale en 1978, Bernard Hinault, pourtant seulement âgé de 23 ans, n'était ainsi plus éligible pour le classement des jeunes car il disputait déjà sa quatrième saison chez les professionnels.
Dans l'opération de substitution (abandon du classement combiné, apparition du classement des jeunes) le maillot blanc est conservé et est désormais porté par le leader du classement du meilleur jeune.
Les règles relatives au classement du meilleur jeune changent en 1983, lorsque la compétition devient ouverte uniquement aux coureurs disputant leur premier Tour de France et prend le nom de « Classement des néophytes ».
En 1987, le classement est ouvert à tous les cyclistes ayant au plus 26 ans le 1er janvier qui suit. De 1989 à 1999, le maillot blanc disparaît du peloton du Tour et n'est donc plus porté durant cette période par le leader du classement du meilleur jeune. Il fait son grand retour en 2000. Depuis 1997, ce classement porte officiellement le nom de « Souvenir Fabio Casartelli » en l'honneur du jeune coureur italien décédé pendant le Tour de France 1995.

## Palmarès

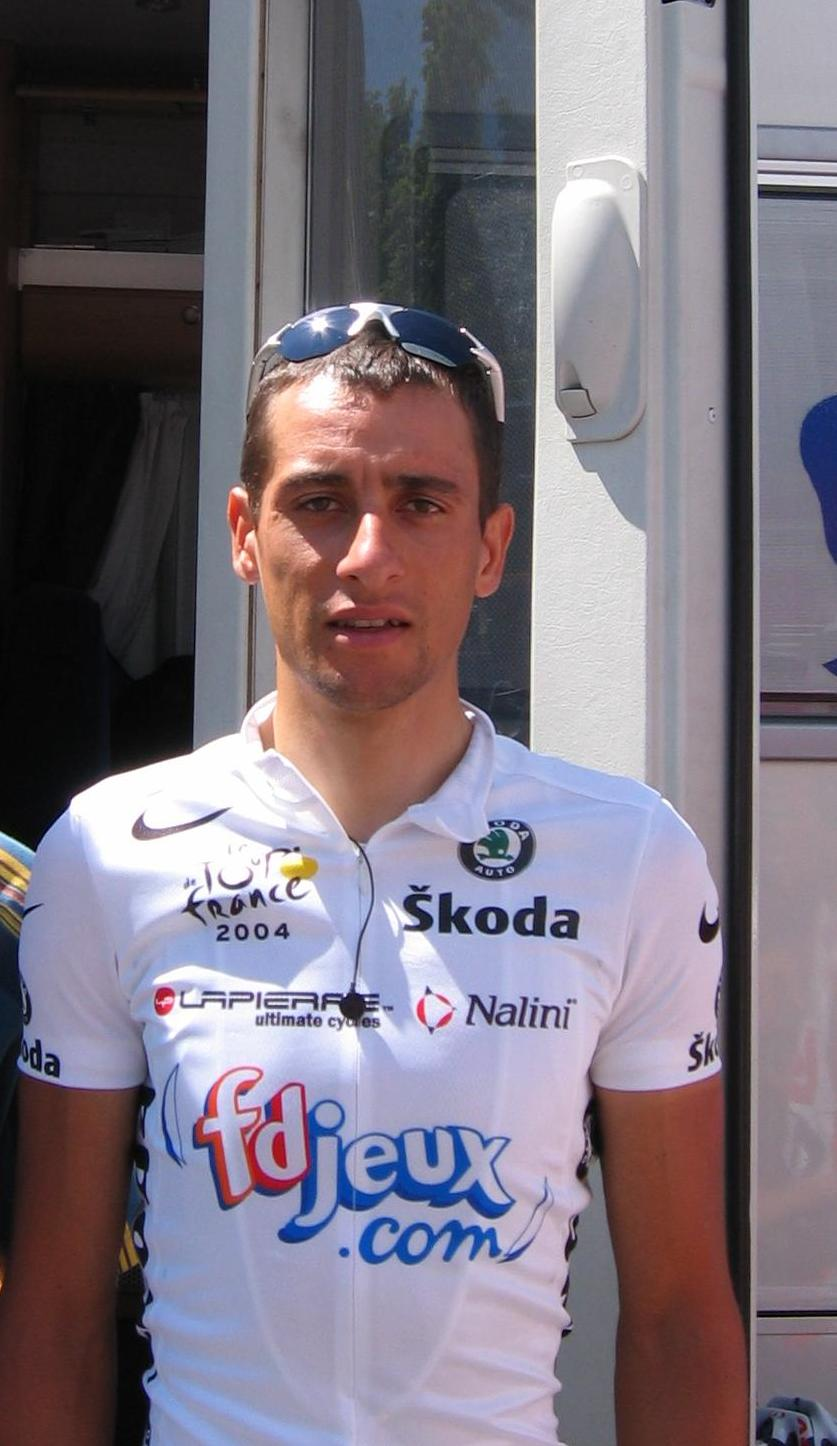
Le maillot blanc du Tour de France 2004 porté par Sandy Casar.

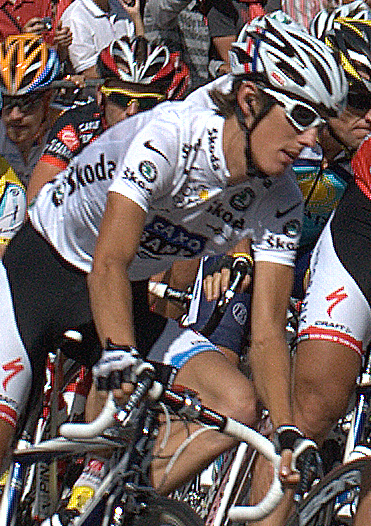
Andy Schleck, avec le maillot blanc lors du Tour 2009.

Depuis que le classement du meilleur jeune coureur a été introduit en 1975, il a été gagné par près d'une quarantaine de cyclistes différents. Parmi ces vainqueurs, huit coureurs ont également remporté le maillot jaune au cours de leur carrière (Fignon, LeMond, Pantani, Ullrich, Contador, Andy Schleck, Bernal et Pogačar). À sept reprises, un cycliste a réalisé le doublé avec le classement général la même année : Fignon en 1983, Ullrich en 1997, Contador en 2007, Andy Schleck en 2010, Bernal en 2019 et Pogačar en 2020 et 2021. Quant à Nairo Quintana, il fut le premier coureur à remporter le classement de la montagne et le classement du meilleur jeune la même année (2013). Tadej Pogačar devient en 2020 le premier coureur à remporter le classement général et le classement de la montagne en plus du classement du meilleur jeune. Il réédite ce triplé l'année suivante en 2021.
Le Slovène Tadej Pogačar l'a remporté quatre fois, l'Allemand Jan Ullrich et le Luxembourgeois Andy Schleck l'ont remporté trois fois, alors que Marco Pantani et Nairo Quintana l'ont gagné à deux reprises.
Tadej Pogačar est le plus jeune vainqueur de ce classement en 2020 à 21 ans et 364 jours, devant Egan Bernal, en 2019 à 22 ans et 196 jours, et Jan Ullrich en 1996 avec 22 ans et 232 jours.
Les frères jumeaux Adam et Simon Yates l'ont tous deux emporté, en 2016 et 2017 respectivement.
| Année | Coureur                  | Équipe                  | Temps             | Autres classements                | Classement |
| ----- | ------------------------ | ----------------------- | ----------------- | --------------------------------- | ---------- |
| 1975  | Francesco Moser          | Filotex                 | 114 h 59 min 44 s | -                                 | 7e         |
| 1976  | Enrique Martínez Heredia | KAS-Campagnolo          | 117 h 07 min 13 s | -                                 | 23e        |
| 1977  | Dietrich Thurau          | TI-Raleigh              | 115 h 50 min 54 s | -                                 | 5e         |
| 1978  | Henk Lubberding          | TI-Raleigh              | 112 h 20 min 28 s | -                                 | 8e         |
| 1979  | Jean-René Bernaudeau     | Renault-Gitane          | 103 h 39 min 33 s | -                                 | 5e         |
| 1980  | Johan van der Velde      | TI-Raleigh              | 109 h 44 min 42 s | -                                 | 12e        |
| 1981  | Peter Winnen             | Capri-Sonne             | 96 h 40 min 04 s  | -                                 | 5e         |
| 1982  | Phil Anderson            | Peugeot-Shell-Michelin  | 92 h 21 min 02 s  | -                                 | 5e         |
| 1983  | Laurent Fignon           | Renault-Elf             | 105 h 07 min 52 s | Général                           | 1er        |
| 1984  | Greg LeMond              | Renault-Elf             | 112 h 15 min 26 s | -                                 | 3e         |
| 1985  | Fabio Parra              | Café de Colombia        | 113 h 37 min 58 s | -                                 | 8e         |
| 1986  | Andrew Hampsten          | La Vie claire-Radar     | 110 h 54 min 03 s | -                                 | 4e         |
| 1987  | Raúl Alcalá              | 7 Eleven                | 115 h 49 min 31 s | -                                 | 9e         |
| 1988  | Erik Breukink            | Panasonic-Isostar       | 84 h 59 min 07 s  | -                                 | 12e        |
| 1989  | Fabrice Philipot         | Toshiba-Kärcher-Look    | 88 h 23 min 18 s  | -                                 | 24e        |
| 1990  | Gilles Delion            | Helvetia-La Suisse      | 91 h 00 min 17 s  | -                                 | 15e        |
| 1991  | Álvaro Mejía             | Ryalcao-Postobon        | 101 h 35 min 12 s | -                                 | 19e        |
| 1992  | Eddy Bouwmans            | Panasonic-Sportlife     | 101 h 18 min 05 s | -                                 | 14e        |
| 1993  | Antonio Martín Velasco   | Amaya Seguros           | 96 h 27 min 00 s  | -                                 | 12e        |
| 1994  | Marco Pantani (1)        | Carrera Jeans-Tassoni   | 100 h 45 min 57 s | -                                 | 3e         |
| 1995  | Marco Pantani (2)        | Carrera Jeans-Tassoni   | 93 h 11 min 19 s  | -                                 | 13e        |
| 1996  | Jan Ullrich (1)          | Team Telekom            | 95 h 58 min 57 s  | -                                 | 2e         |
| 1997  | Jan Ullrich (2)          | Team Telekom            | 100 h 30 min 35 s | Général                           | 1er        |
| 1998  | Jan Ullrich (3)          | Team Telekom            | 92 h 53 min 07 s  | -                                 | 2e         |
| 1999  | Benoît Salmon            | Casino                  | 92 h 01 min 15 s  | -                                 | 16e        |
| 2000  | Francisco Mancebo        | Banesto                 | 92 h 51 min 17 s  | -                                 | 9e         |
| 2001  | Óscar Sevilla            | Kelme-Costa Blanca      | 86 h 35 min 58 s  | -                                 | 7e         |
| 2002  | Ivan Basso               | Fassa Bortolo           | 82 h 24 min 30 s  | -                                 | 11e        |
| 2003  | Denis Menchov            | iBanesto.com            | 84 h 00 min 56 s  | -                                 | 11e        |
| 2004  | Vladimir Karpets         | Illes Balears-Banesto   | 84 h 01 min 13 s  | -                                 | 13e        |
| 2005  | Yaroslav Popovych        | Discovery Channel       | 86 h 34 min 04 s  | -                                 | 12e        |
| 2006  | Damiano Cunego           | Lampre-Fondital         | 89 h 58 min 49 s  | -                                 | 12e        |
| 2007  | Alberto Contador         | Discovery Channel       | 91 h 00 min 26 s  | Général                           | 1er        |
| 2008  | Andy Schleck (1)         | CSC-Saxo Bank           | 88 h 04 min 24 s  | -                                 | 12e        |
| 2009  | Andy Schleck (2)         | Saxo Bank               | 85 h 52 min 46 s  | -                                 | 2e         |
| 2010  | Andy Schleck (3)         | Saxo Bank               | 91 h 59 min 27 s  | Général                           | 1er        |
| 2011  | Pierre Rolland           | Europcar                | 86 h 23 min 05 s  | -                                 | 10e        |
| 2012  | Tejay van Garderen       | BMC Racing              | 87 h 45 min 51 s  | -                                 | 5e         |
| 2013  | Nairo Quintana (1)       | Movistar                | 84 h 01 min 00 s  | Grand Prix de la montagne         | 2e         |
| 2014  | Thibaut Pinot            | FDJ.fr                  | 90 h 07 min 21 s  | -                                 | 3e         |
| 2015  | Nairo Quintana (2)       | Movistar                | 84 h 47 min 26 s  | -                                 | 2e         |
| 2016  | Adam Yates               | Orica-BikeExchange      | 89 h 09 min 30 s  | -                                 | 4e         |
| 2017  | Simon Yates              | Orica-Scott             | 86 h 27 min 09 s  | -                                 | 7e         |
| 2018  | Pierre Latour            | AG2R La Mondiale        | 83 h 39 min 26 s  | -                                 | 13e        |
| 2019  | Egan Bernal              | Ineos                   | 82 h 57 min 00 s  | Général                           | 1er        |
| 2020  | Tadej Pogačar (1)        | UAE Emirates            | 87 h 20 min 07 s  | Général Grand Prix de la montagne | 1er        |
| 2021  | Tadej Pogačar (2)        | UAE Emirates            | 82 h 56 min 36 s  | Général Grand Prix de la montagne | 1er        |
| 2022  | Tadej Pogačar (3)        | UAE Emirates            | 79 h 36 min 3 s   | -                                 | 2e         |
| 2023  | Tadej Pogačar (4)        | UAE Emirates            | 82 h 13 min 11 s  | -                                 | 2e         |
| 2024  | Remco Evenepoel          | Soudal Quick-Step       | 83 h 48 min 14 s  | -                                 | 3e         |
| 2025  | Florian Lipowitz         | Red Bull-Bora-Hansgrohe | 76 h 11 min 32 s  | -                                 | 3e         |

## Victoires par pays
| #  | Pays        | Nombre de victoires | Vainqueurs différents | Dernier vainqueur         |
| -- | ----------- | ------------------- | --------------------- | ------------------------- |
| 1  | France      | 8                   | 8                     | Pierre Latour (2018)      |
| 2  | Allemagne   | 5                   | 3                     | Florian Lipowitz (2025)   |
| 2  | Colombie    | 5                   | 4                     | Egan Bernal (2019)        |
| 2  | Espagne     | 5                   | 5                     | Alberto Contador (2007)   |
| 2  | Italie      | 5                   | 4                     | Damiano Cunego (2006)     |
| 2  | Pays-Bas    | 5                   | 5                     | Eddy Bouwmans (1992)      |
| 7  | Slovénie    | 4                   | 1                     | Tadej Pogačar (2023)      |
| 8  | États-Unis  | 3                   | 3                     | Tejay van Garderen (2012) |
| 8  | Luxembourg  | 3                   | 1                     | Andy Schleck (2010)       |
| 10 | Royaume-Uni | 2                   | 2                     | Simon Yates (2017)        |
| 10 | Russie      | 2                   | 2                     | Vladimir Karpets (2004)   |
| 12 | Australie   | 1                   | 1                     | Phil Anderson (1982)      |
| 12 | Belgique    | 1                   | 1                     | Remco Evenepoel (2024)    |
| 12 | Mexique     | 1                   | 1                     | Raúl Alcalá (1987)        |
| 12 | Ukraine     | 1                   | 1                     | Yaroslav Popovych (2005)  |

### Étapes en maillot blanc
| Coureur              | Total |
| -------------------- | ----- |
| Tadej Pogačar        | 75    |
| Jan Ullrich          | 55    |
| Phil Anderson        | 37    |
| Jean-René Bernaudeau | 29    |
| Andy Schleck         | 28    |
| Dietrich Thurau      | 28    |

#### Record de maillots blancs par édition
- 28 :  Dietrich Thurau en 1977
- 23 :  Phil Anderson en 1982
- 22 :  Jan Ullrich en 1997
- 21 :  Tadej Pogačar en 2021, en 2022 et en 2023

## Liste des sponsors
- De 1975 à 1976 : Vocation [2]
- De 1977 à 1981 : Alfa-Laval [3]
- En 1982 : lessive X-Tra [4]
- De 1983 à 1988 : lessive Super Croix
- De 1989 à 1999 : pas de maillot
- En 2000 : « letour.fr » (site internet officiel du Tour de France)
- De 2001 à 2002 : eau de source Aquarel
- De 2003 à 2014 : constructeur automobile tchèque Škoda (après l'arrêt du parrainage du Tour de France par le groupe automobile FIAT)
- À partir de 2015 : Krys devient le nouveau sponsor officiel[5] jusqu'en 2026[6].